# Vera C. Rubin Observatory

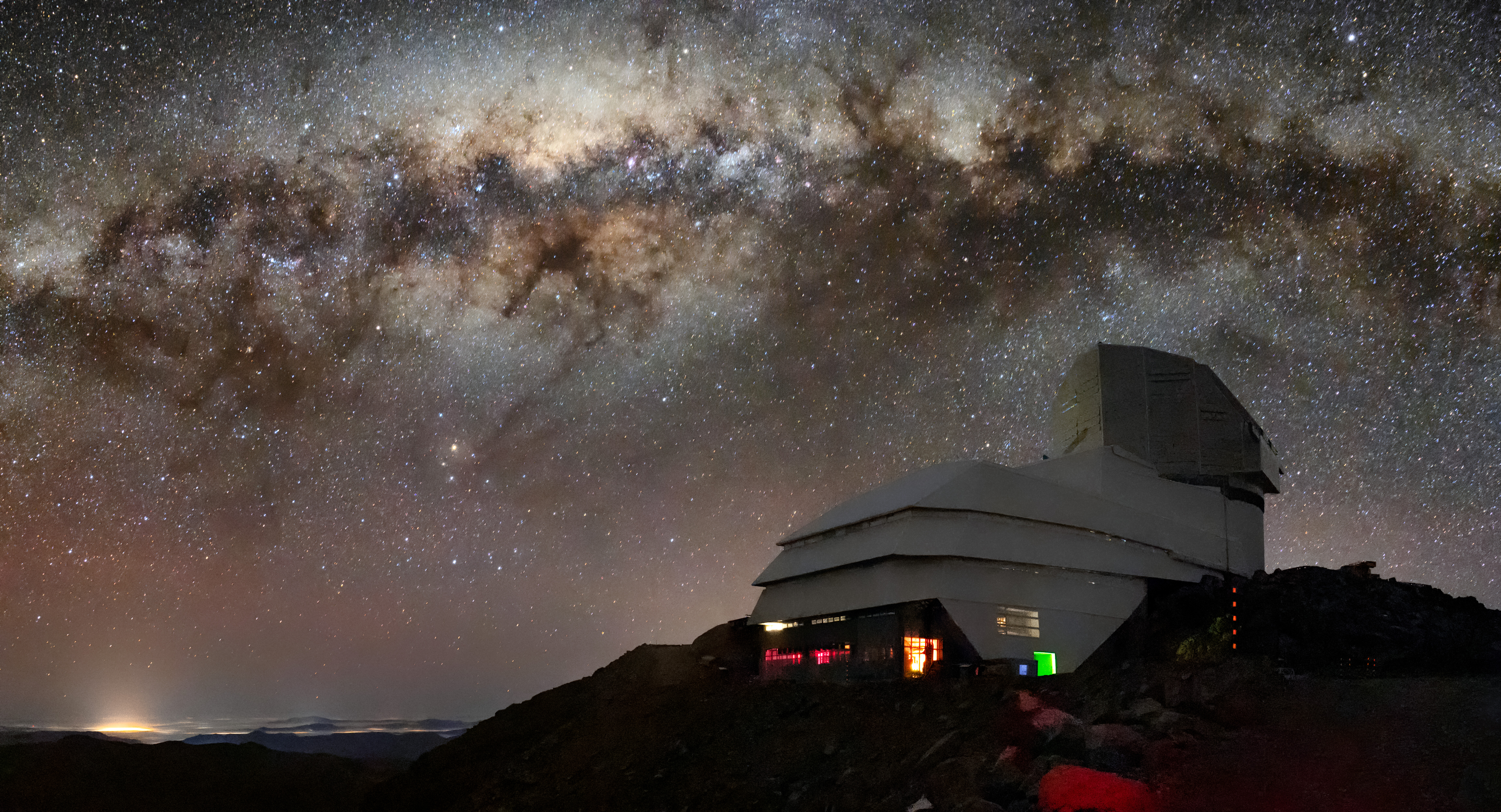
Vera C. Rubin Observatory (2023)

Das Vera C. Rubin Observatory, ursprünglich Large Synoptic Survey Telescope (LSST), ist ein nach Vera Rubin benanntes Spiegelteleskop mit großem Sichtbereich, das den zugänglichen Himmel komplett in drei Nächten fotografieren kann. Standort des Teleskops ist der 2682 Meter hohe El-Peñón-Gipfel des Cerro Pachón im nördlichen Chile. In Nachbarschaft befinden sich das Gemini-South-Teleskop, das SOAR-Teleskop und die CTIO-Teleskope. Das Rubin Observatory unterscheidet sich von anderen Teleskopen dieser Größe durch seinen sehr großen Bildwinkel mit einem Durchmesser von 3,5°. Im Vergleich dazu haben Mond und Sonne von der Erde aus betrachtet einen Durchmesser von ungefähr 0,5°. Direktor des Rubin Observatory ist Željko Ivezić. Betreiber ist die LSST Corporation, eine US-amerikanische Non-Profit-Organisation mit Sitz in Tucson, Arizona. Die Finanzierung erfolgt durch verschiedene US-amerikanische Institutionen wie die National Science Foundation und das Department of Energy.

## Geschichte
Der Baubeginn war im Jahr 2011.
Am 6. Januar 2020 erfolgte die Umbenennung des Large Synoptic Survey Telescope (LSST) in NSF Vera C. Rubin Observatory, oder kurz Rubin Observatory, zu Ehren der 2016 verstorbenen US-amerikanischen Astronomin Vera Rubin. Es ist das erste nach einer Frau benannte US-amerikanische Teleskop.
Am 23. Juni 2025 wurden der Öffentlichkeit die ersten Ergebnisse und Bilder des Ersten Lichts präsentiert. Das geplante Inbetriebnahmedatum ist der 18. September 2025.

## Optik

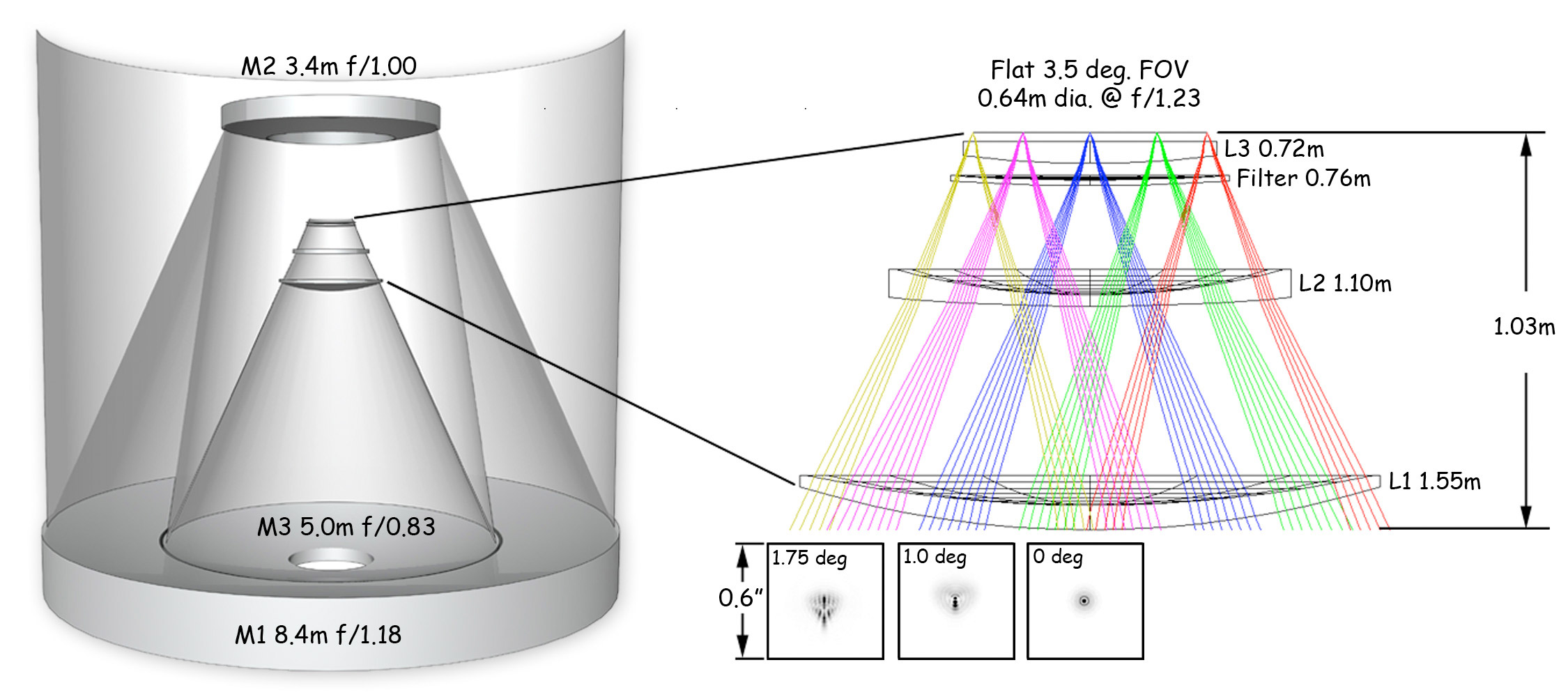
Schema der Optik

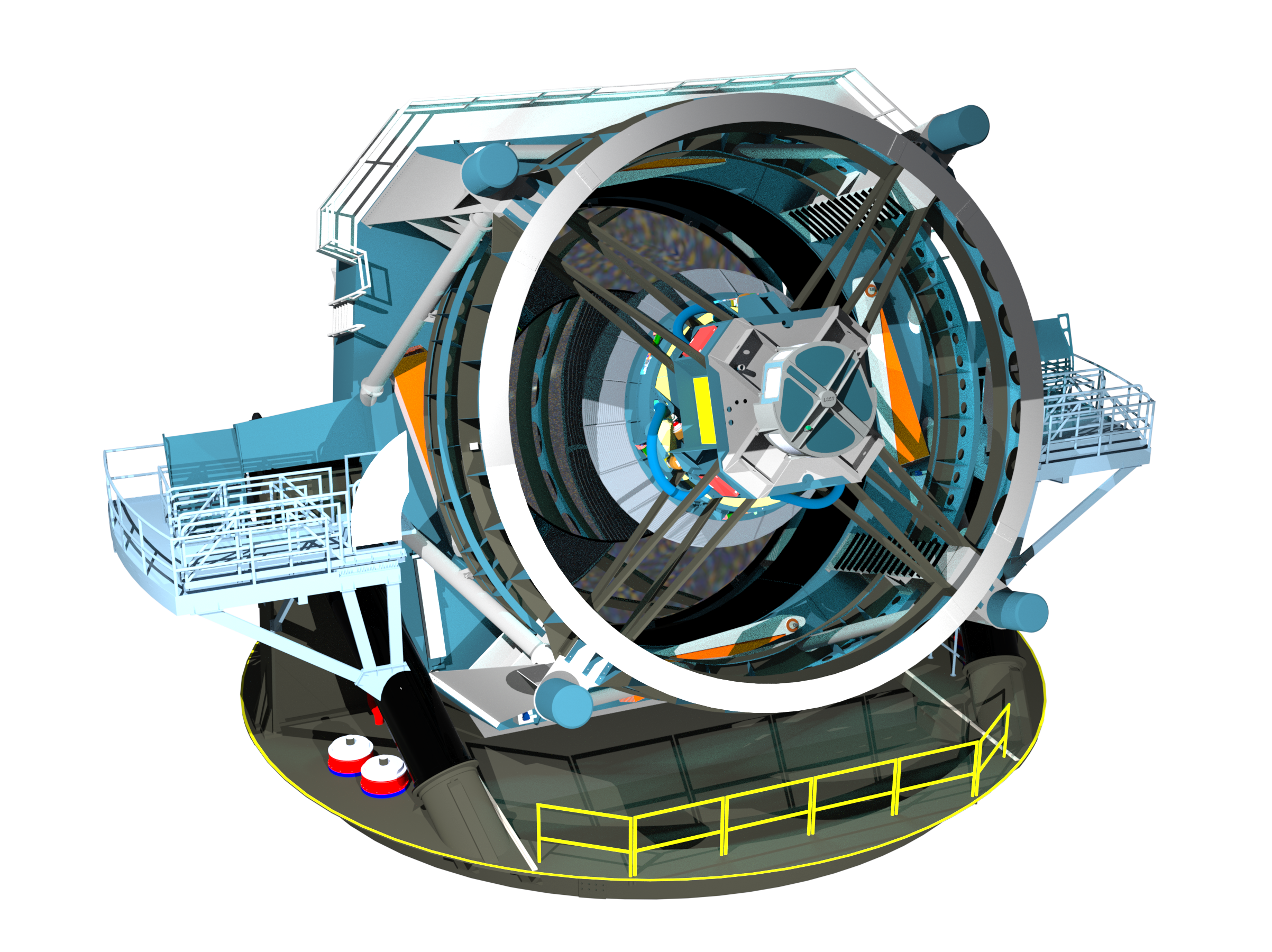
Das eigentliche Teleskop

Um den weiten Bildwinkel zu erreichen, besteht das Teleskop aus drei Spiegeln. Der Primärspiegel hat einen Durchmesser von 8,4 Meter und ist aus einem Stück gefertigt; in ihm ist auch der Tertiärspiegel mit einem Durchmesser von 5,0 m integriert, der von dem Primärspiegel ringförmig umgeben ist. Darüber befindet sich der Sekundärspiegel mit einem Durchmesser von 3,4 Meter. 
Das Sensorfeld der in Anlehnung an den ursprünglichen Namen des Teleskops Legacy Survey of Space and Time (LSST) getauften Kamera besteht aus 201 CCD-Sensoren (mit je 16 Megapixeln), ist 64 Zentimeter breit und umfasst 3,2 Milliarden Pixel. Davor sitzt ein dreilinsiger Korrektor. Die größte Linse hat einen Durchmesser von 1,55 Meter. In den Korrektor können verschiedene Farbfilter eingesetzt werden, um bestimmte Spektren zu untersuchen. Die Kamera nimmt Bilder im Bereich vom nahen Ultraviolett bis zum nahen Infrarot mit Wellenlängen im Bereich von 0,3 bis 1 Mikrometern auf.
Das mit der Kamera erfasste etwa kreisförmige Bildfeld ist ungefähr zehn Quadratgrad (Durchmesser 3,5 Grad) groß und hat damit eine Auflösung von 0,2 Bogensekunden. Sie ist die größte je hergestellte Digitalkamera, mit einem Gewicht von über 3 Tonnen, 3 Meter Länge und 1,6 Meter Durchmesser. Es wird ein Datenaufkommen von bis zu 30 Terabyte pro Nacht und jährlich etwa 6000 TB erwartet. Nur mithilfe von automatischer Datenverarbeitung kann diese Datenmenge effektiv ausgewertet werden. Im März 2025 wurde die Kamera installiert.

## Wissenschaftliche Ziele
Untersuchungsziele sind vor allem:

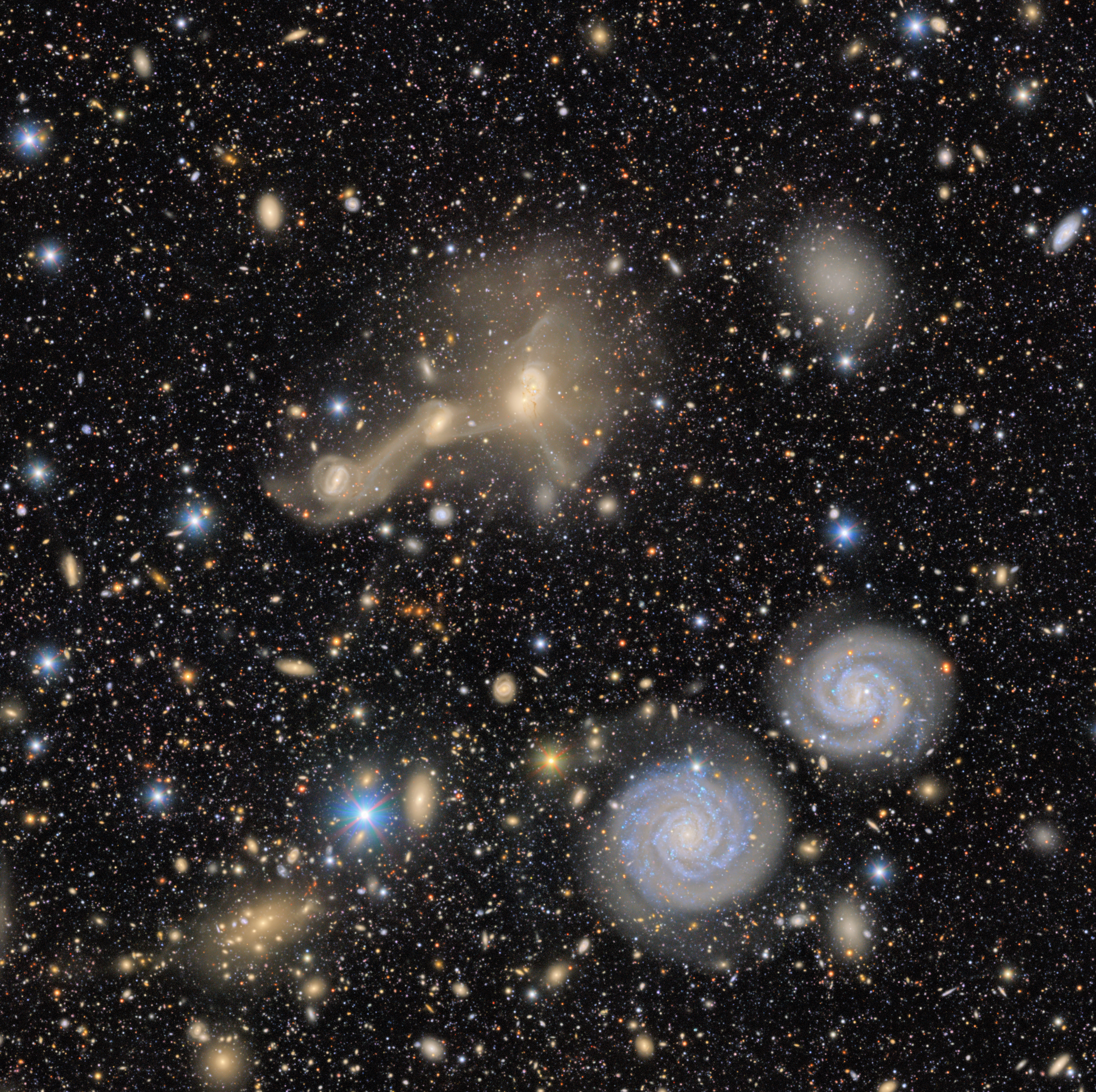
Aufnahme des Virgo-Galaxienhaufens aus den ersten veröffentlichten Aufnahmen

- Die Vermessung von schwachen Gravitationslinsen, um Dunkle Energie und Dunkle Materie zu finden;
- Die Kartografierung kleiner Objekte im Sonnensystem, insbesondere erdnaher Asteroiden und Objekte aus dem Kuiper-Gürtel sowie die Gewinnung von Daten, die mit dem Überwachungssystem Sentry ausgewertet werden.
- Die Beobachtung kurzzeitiger Ereignisse wie Novae und Supernovae;
- Die Kartografierung der Milchstraße.

Es wird erwartet, dass das Rubin Observatory in einer 10 Jahre langen Himmelsdurchmusterung u. a. bis zu 20 Milliarden bislang unbekannte Galaxien, eine ähnlich große Anzahl von Sternen und bis zu 5 Millionen Asteroiden entdeckt. Eine Auswahl der Aufnahmen soll von Google als eine sich aktualisierende Sternkarte veröffentlicht werden.
Nach einer Computersimulation soll das Teleskop innerhalb weniger Jahre Millionen von bislang unbekannten Objekten im Sonnensystem entdecken, darunter einen Großteil der für die Erde potentiell gefährlichen Asteroiden.